# Tidigare Shu
Denna artikel handlar om den kinesiska staten under De fem dynastierna och De tio rikena (902–979) i Kinas historia. För staten under Shangdynastin och Zhoudynastin, se Shu (stat).
Tidigare Shu (前蜀, Qián Shǔ) var ett av de tio kungadömena i Kina under tiden för De fem dynastierna och De tio rikena. Riket grundades år 907 av Wang Jian. Under Tangdynastin fick Wang Jian år 891 titeln militärguvernör över Sichuan där han sedan 907 tog makten och bildade riket Tidigare Shu med Chengdu som huvudstad. Rikets territorium motsvarar dagens Sichuan och delar av södra Gansu, Shaanxi och västra Hubei. År 925 blev riket invaderat av Senare Tangdynastin.